# Thomas James Wallace
Thomas James Wallace (... – Devon, 30 dicembre 2001) è stato un micologo britannico.
T.J. Wallace approfondì i suoi studi micologici sui macrofunghi delle dune di sabbia. Questi studi, pubblicati negli anni '50, erano incentrati su Dawlish Warren e Braunton Burrows nel Devon e Studland nel Dorset, e furono tra i primi a censire i macromiceti tipici dei sistemi dunali. Come risultato di questa ricerca, Wallace identificò diverse nuove specie di funghi, come ad esempio Conocybe dunensis, Inocybe devoniensis e Psathyrella flexispora, insieme al suo amico di lunga data e collega micologo Peter Orton.
Egli, per molti anni, censì i funghi del Devon, scrivendo rapporti congiunti su specie nuove e interessanti con il botanico reverendo W. Keble Martin. L'area intorno alla casa di Wallace a Membury, insieme alla vicina Axmouth-Lyme Regis Undercliffs (dove era un guardiano volontario), divennero entrambe località di interesse micologico.
Le sue collezioni sono state riassunte in un documento congiunto con P.D. Orton (1993), che elenca oltre 600 specie di agarici locali, non meno di 16 delle quali, tra cui Hygrocybe splendidissima e Mycena tortuosa, sono state descritte come nuove nell'area di Membury.
Fu appassionato naturalista e ambientalista.